# Doubravka (přírodní rezervace)
Doubravka je přírodní rezervace nacházející se v katastrálním území Mohelno, přibližně jeden kilometr východně od městyse Mohelno v okrese Třebíč. Oblast spravuje Krajský úřad Kraje Vysočina. Přírodní rezervace se nachází v nadmořské výšce 308–431 m n. m.
Předmětem ochrany jsou teplomilná lesní společenstva na příkrých svazích údolí řeky Jihlavy, zejména acidofilní teplomilné doubravy, hercynské dubohabřiny, včetně entomofauny vázané na otevřené, světlé lesní porosty a entomofauny vázané na mrtvou a odumírající dřevní hmotu a nelesní vegetace skalních terásek a štěrbin přítomná na otevřených plochách v místech rozsáhlých skalních výchozů a drolin.

## Flóra
V přírodní rezervaci je zastoupeno mnoho druhů rostlin, z hlediska flory se jedná o velmi zajímavou oblast. V PR Doubravka se vyskytují teplomilné druhy žijící v kaňonovitých údolí Praebohemika s podložím acidofilních hornin. V PR se nachází k dni založení 27 druhů spadajících do červeného seznamu – 1 silně ohrožený druh – křivatec český (Gagea bohemica, nalezeny 3 jedinci), 8 ohrožených druhů – řebříček sličný (Achillea nobilis), zvonek moravský (Campanula moravica), ostřice Micheliova (Carex michelii), třemdava bílá (Dictamnus albus), bělolist rolní (Filago arvensis), jalovec obecný (Juniperus communis), lnice kručnikolistá (Linaria genistifolia), mahalebka obecná (Prunus mahaleb) a 18 druhů méně ohrožených – česnek chlumní horský (Allium senescens subsp. montanum), bělozářka větevnatá (Anthericum ramosum), ostřice nízká (Carex humilis), zeměžluč okolíkatá (Centarium erythraea), dřín obecný (Cornus mas), skalník celokrajný (Cotoneaster integerrimus), brambořík nachový (Cyclamen purpurascens), kostřava sivá (Festuca pallens), konopice širolistá (Galeopsis ladanum), kakost krvavý (Geranium sanguineum), strdivka sedmihradská (Melica transsilvanica), smldník olešníkový (Peucedanum oreoselinum), sesel sivý (Seseli osseum), jeřáb břek (Sorbus torminalis), ožanka kalamandra (Teucrium chamaedrys), mateřídouška časná (Thymus praecox), divizna jižní rakouská (Verbascum chaixii subsp. austriacum), rozrazil klasnatý (Veronica spicata). Na území se nachází i druhy zařazené  do regionálního červeného seznamu Vysočiny (Čech et al. 2021), nachází se zde 28 druhů z regionálního seznamu, z toho dva kriticky ohrožené druhy, sedm silně ohrožených druhů, osmnáct ohrožených druhů a jeden vzácný druh. Dva druhy – kručinka chlupatá (Genista pilosa) a tolita lékařská (Vincetoxicum hirundinaria) jsou v regionálním seznamu uvedeny jako ohrožené. Nejvýznamnějším druhem na území je třemdava bílá (Dictamnus albus), jedná se o největší aktuálně potvrzenou populaci druhu v Kraji Vysočina.

## Fauna
V přírodní rezervaci je zastoupeno mnoho druhů, území je významné entomologicky. Na území se nachází hmyz světlých lesů a lesostepních formací jako například kriticky ohrožený tesařík broskvoňový (Purpuricenus kaehleri), z dalších vzácných a ohrožených druhů se nachází na území tesařík obrovský (Cerambyx cerdo) nebo krasce (Coraebus undatus) a (Anthaxia fulgurans). Hojně se vyskytuje zlatohlávek skvostný (Protaetia speciosissima), vzácněji také roháč obecný (Lucanus cervus). Z fytofágních druhů brouků lesostepních lokalit se na území nachází bázlivec Eumolpus asclepiadeus nebo na dubech žijící Lachnaia sexpunctata. Z denních motýlů světlých lesů se v území nachází velmi početná populace okáče ovsového (Minois dryas), hojný je také okáč medyňkový (Hipparchia fagi) a jednotlivě se na otevřených plochách vyskytuje otakárek ovocný (Iphiclides podalirius). K běžným druhům motýlů v letním aspektu patří také přástevník kostivalový (Euplagia quadripunctaria). Mimořádně zajímavá je fauna rovnokřídlých, která se nachází na území a je v počtu srovnatelná s nejzachovalejšími partiemi lesů v NP Podyjí. Na území se nachází velmi vzácná kobylka bezkřídlá (Pholidoptera aptera), dále kobylka pestrá (Barbitistes serricauda) a na plochách otevřených osluněných lesostepních formací žije velmi pestrá suchomilná fauna jako jsou např. saranče vlašská (Calliptamus itallicus), saranče modrokřídlá (Oedipoda caerulescens) nebo kobylka šedá (Platycleis albopunctata grisea). Mezní lokalitu na Českomoravské vrchovině zde má také kriticky ohrožená pakudlanka jižní (Mantispa styriaca). Z ornitologického hlediska je lokalita významným hnízdištěm pro dutinové druhy ptáků – hnízdí zde datel černý (Dryocopus martius), žluna zelená (Picus viridis), žluna šedá (Picus canus), strakapoud prostřední (Dendrocopos medius).

## Geologie
Oblast přírodní rezervace náleží k podcelku Znojemská pahorkatina, celku Jevišovická pahorkatina. Podloží je tvořeno metamorfovanými horninami moldanubika. V roklích se nachází také nezpevněné sedimenty. Půda je tvořena kambizemě a hnědozemě.

## Využití
Dříve byla oblast rezervace využívána člověkem, svědčí o tom pařezy či kolonie jalovce obecného, které svědčí o pastvě. Oblast dříve nebyla chráněna, ale již během 30. let 20. století byl proveden průzkum Jindřichem Suzou a Rudolfem Dvořákem. Posléze byly průzkumy prováděny v době stavby a po stavbě JE Dukovany. Neočekává se významnější těžba, pouze údržba prořezávkou, neočekávají se ani významnější rekreační nebo sportovní aktivity, očekává se však drobná vzdělávací turistika.